# Frederick Fyvie Bruce
Frederick Fyvie Bruce (ur. 12 października 1910 w Eligin, zm. 11 września 1990 w Buxton) – jeden z najbardziej wpływowych biblistów XX wieku i czołowy egzegeta ewangelikalny.
Ukończył Gonville and Caius College na Uniwersytecie Cambridge.
Był członkiem wspólnoty braci plymuckich. Jego książka "Wiarygodność pism Nowego Testamentu" („New Testament Documents: Are They Reliable?”) uznana jest za klasyczną pozycję chrześcijańskiej apologetyki. W 2006 przez amerykańskie pismo Christianity Today została określona jako jedna z 50 najlepszych książek, które ukształtowały współczesny ewangelikalizm.